# Kavkazská Albánie
Kavkazská Albánie je malé historické území ve východním Kavkazu, jež je dnes součástí západního Ázerbájdžánu a na němž se od 2. století př. n. l. po 8. stol. n. l. rozkládalo stejnojmenně označované království.
Kavkazská Albánie nemá nic společného s Albánií evropskou.

## Etymologie názvu
Původ názvu „Kavkazská Albánie“ zůstává předmětem odborných debat, neboť neexistují dochované záznamy o tom, jak sami obyvatelé tohoto historického státu své území nazývali. Různé národy, které s tímto regionem přicházely do styku, jej označovaly odlišnými jmény.
Řekové používali název Αλβανία (Albanía), což převzali i Římané. Ve staroarménských pramenech se používají jména Աղուանք (Ałuank) nebo Աղվանք (Aghvank). V gruzínských zdrojích je země uváděna jako Rani. Perské prameny ji nazývají Arran, z čeho vznikl arabský název Ar-Ran. V jazyce místního etnika Udinů, kteří se považují za potomky Kavkazských Albánců, se vyskytují varianty Alpan nebo Alupan.
Armenský historik M. Čamčjan odvozoval název „Aghvan“ od staroarménského slova „ağu“, znamenajícího „přívětivý“ či „přátelský“, a interpretoval jej jako „země přátelských lidí“. Naopak ázerbájdžánský historik Qiyasaddin Qeybullayev tvrdil, že slovo „ağu“ bylo převzato do arménštiny ze starotureckého jazyka a dodnes se vyskytuje v různých tureckých dialektech.
Podle arménského kronikáře Movsese Kalankatuaci byl název „Albánie“ odvozen od jména legendárního vládce Arrana z dynastie Aranů.
V díle Gülüstani-İrəm od Abasgulu Bakichanova se uvádí, že název „Albánie“ může pocházet z latinského slova „albus“, znamenajícího „bílý“, což by mohlo symbolizovat svobodu. 
Některé moderní teorie spojují název „Alban“ s tureckým slovem „alp“, znamenajícím „hrdina“ či „statečný“. Tato hypotéza je podpořena existencí podobných toponym v severním Ázerbájdžánu, jižním Dagestánu a východní Gruzii, jakož i zmínkami v eposu „Kniha Dede Korkuta“. Navíc v Kazachstánu existuje turkický kmen Alban, což naznačuje možné etymologické spojení.

## Historie

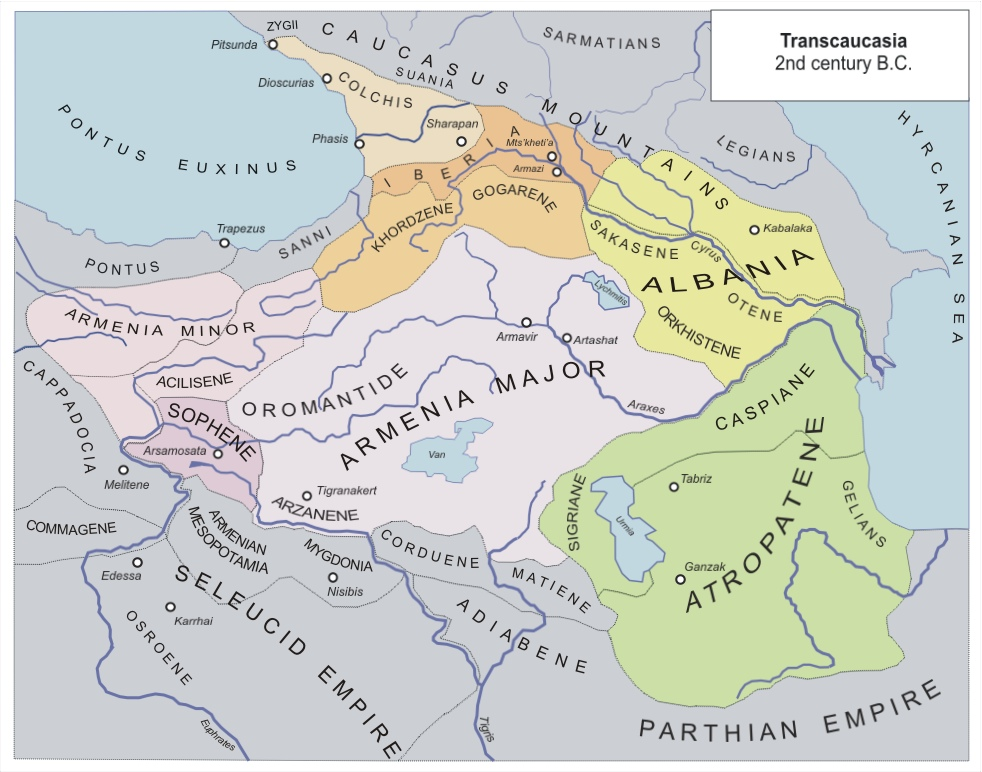
Kavkazská Albánie v 2. století př. n. l.

Od 1. století n. l. zde existovalo samostatné království, které zaniklo v roce 510, když jej dobyli Sásánovci. Albánci v této době byli pod silným kulturním vlivem sousední Arménie, od které převzali (podle Fausta Byzantského) křesťanství, písmo a jazyk. Arménská církev také kontrolovala albánskou církevní organizaci.
Pro toto úzké spojení s Arménií byly dějiny Arménie a kavkazské Albánie spojeny. V roce 628 založil byzantský císař pravděpodobně arménského původu Herakleios království kavkazské Albánie a ustanovil v něm za vládce dynastii Mihranovců, která zde vládla i později pod kontrolou chalífů až do roku 821, kdy tento stát definitivně zaniká.
Významným dějepiscem tohoto království byl Movses Kalankatuaci neboli Dasxuranci (10. století), který napsal Dějiny kavkazských Albánců.

## Náboženství
Křesťanství se v Kavkazské Albánii rozšířilo již v 1. století po Kristu, podle tradice díky apoštolům svatému Eliášovi, svatému Tadeášovi a svatému Bartolomějovi. Tito misionáři a jejich žáci přišli z Jeruzaléma a Sýrie, kde bylo tehdy centrem raného křesťanství město Antiochie. Albánská církev je tak považována za jednu z nejstarších apoštolských církví na světě, s vlastní liturgií, jazykem a strukturou. Již ve 4. století bylo křesťanství v Albánii oficiálně uznáno jako státní náboženství, a to za vlády krále Urnajra. Centrem církevního života se stalo město Barda, kde sídlil albánský katolikos.
Šíření křesťanství mělo v Albánii dvě hlavní fáze – první tzv. syrskou, spojenou s činností syrských misionářů a užíváním aramejského jazyka v liturgii, a pozdější řeckou (helénskou), v níž došlo k navázání vztahů s Jeruzalémským patriarchátem. Albánská církev si zachovávala svou nezávislost a dokázala udržet národní a náboženskou identitu i v období tlaků ze strany sousedních mocností a říší, zejména ze strany arménské a byzantské církve, které se snažily prosadit společnou jurisdikci nebo víru. Albánské duchovenstvo hrálo významnou roli v kulturním a duchovním životě celého regionu.
Navzdory historickým těžkostem – včetně arabské nadvlády a pokusů o cizí podrobení – si Albánská apoštolská církev udržela kontinuitu až do roku 1836, kdy byla v důsledku ruské církevní politiky oficiálně zrušena a začleněna pod arménskou pravoslavnou strukturu. Toto opatření vedlo k potlačení albánské liturgie a jazyka. Její tradice nezanikla. Roku 2003 byla v Ázerbájdžánu Albánská církev znovu zaregistrována a obnovila svou činnost jako nositelka původního křesťanského dědictví tohoto území, které je dnes považováno za součást národní historie a kulturní identity Ázerbájdžánu.
Po vzniku samostatného Ázerbájdžánu se obnovuje zájem o křesťanské historické dědictví – některé středověké památky, například kláštery Gandzasar a Chudavenk, jsou představovány jako součást původní albánské křesťanské kultury. Tato interpretace je předmětem sporu  – arménští akademici považují tyto stavby za součást arménského kulturního dědictví a nepřiznávají takový vliv albánské církvi.